# Karl Brandi
Karl Brandi (Meppen, 20 maggio 1868 – Gottinga, 9 marzo 1946) è stato uno storico tedesco.

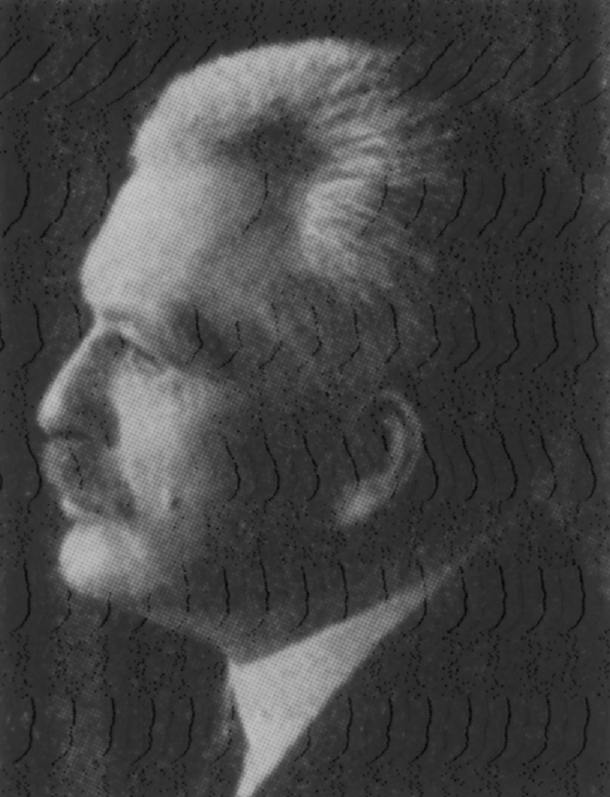

Docente all'università di Marburgo dal 1897 e all'università di Gottinga dal 1902, fu grande medievista ma si occupò anche di storia rinascimentale; particolare importanza ricopre la sua biografia di Carlo V del Sacro Romano Impero (1937).

## Biografia
Suo padre era lo studioso e teorico dell'insegnamento Hermann Theodor Brandi; la famiglia si trasferì nel 1869 a Papenburg e nel 1872 a Osnabrück. Dopo aver frequentato dal 1877 al 1886 il Gymnasium Carolinum di Osnabrück, Brandi studiò storia, germanistica e geografia all'Università Ludwig Maximilian di Monaco e all'Università di Strasburgo. Nel 1890 si laureò a Strasburgo con un lavoro sul fondo documentario dell'Abbazia di Reichenau, sotto la direzione di Paul Scheffer-Boichorst.
Nel 1891 sostenne a Berlino l'esame di Stato. Dopo un periodo di lavoro (1891-1895) presso l'Accademia bavarese delle scienze, conseguì l'abilitazione nel 1895 a Gottinga.
Nel 1897 divenne docente straordinario all'Università di Marburgo, e direttore del seminario in "Tecnica delle scienze ausiliarie", dove insegnava Scienze ausiliarie della storia.
Nel 1902 andò come professore ordinario all'Università Georg-August di Gottinga, di cui a fine carriera, nel 1936, divenne poi professore emerito. Qui nel 1913 divenne preside della facoltà di scienze filosofiche, e nel 1919/20 rettore. Nel 1911 e tra il 1932 e il 1937 fu presidente dell'associazione degli storici tedeschi, tra 1921 e 1924 membro e vicepresidente della delegazione provinciale di Hannover del Deutsche Volkspartei.
Oltre che come organizzatore scientifico Brandi si illustrò come biografo dell'imperatore Carlo V, con studi sulla storia di Osnabrück (in particolare con le sue ricerche sui documenti imperiali, i cosiddetti "falsi di Osnabrück"), con l'edizione storico-critica dell'opera di Justus Möser.
Per la sua biografia di Carlo V, Brandi poté contare sul lavoro preparatorio di Hermann Baumgarten, e in origine di tale lavoro voleva comporre una semplice continuazione. Significativo è anche il suo contributo alla storia del Rinascimento italiano.
Era legato da stretta amicizia a Walter Goetz, con cui proseguì il Beiträge zur Reichsgeschichte di August von Druffel.

## Edizioni italiane
- Carlo V (tit. orig. Kaiser Karl V, 1935), traduzione di Leone Ginzburg e Ettore Bassan, introduzione di Federico Chabod, Collana Biblioteca di cultura storica n.67, Torino, Einaudi, 1961 -IV ed. 1982,  pp. XXVI-657.
  -  Carlo V, contributi di Wolfgang Reinhard, Collana ET Saggi, Torino, Einaudi, 2001; Collana Piccola Biblioteca.Nuova serie, Einaudi, 2008.